# Truevision3d
Truevision3D — коммерческий 3D движок. Впервые создан Сильвеном Дюпоном в 1999 году.

Truevision3D (сокращенно TV3D) графический движок, изначально был написан на Visual Basic 6 и позже полностью переведен на C++ . В настоящее время полностью поддерживает Microsoft DirectX API версии 9с и шейдеры 3-й версии. Движок доступен на разных языках программирования, включая C++, C#, Delphi и Visual Basic (6 и. NET). Текущая версия Truevision - 6.5. 
Версия 6.5 представляет собой комплексное решение, которое включает в себя 3D рендер, мультимедиа и сетевой движок (мультимедиа и сетевой движок еще в разработке).
В комплекте с SDK несколько инструментов, которые помогут ускорить разработку: редактор шейдеров, просмотровщик моделей, плагины экспорта для различных программ моделирования (3D Studio Max , Maya, и MilkShape 3D) и редактор эффектов частиц. 
TrueVision3D можно использовать бесплатно, если пользователь не против логотипа в углу окна просмотра. Чтобы удалить логотип и опубликовать коммерческий проект, должна быть приобретена лицензия. В настоящее время стоимость составляет $150 за лицензию, дающую право на разработку одного своего продукта, и $500 за лицензию, дающую право на разработку неограниченного количества своих продуктов.

## Поддерживаемые языки
- Visual Basic 6 (VB6) с помощью ATL / COM библиотеки
- Visual Basic.Net (VB.Net) с помощью управляемой библиотеки
- C# с помощью управляемой библиотеки
- Delphi с помощью ATL / COM библиотеки
- C++ с помощью статических библиотек (не полностью работающих в 6.3)
- BlitzMax (только в 6.5)

И любые ATL / COM или. NET-совместимом языке